# Danh sách máy bay (T-Z)
Danh sách máy bay
A B C-D E-H I-M N-S T-Z

## T

### Tachikawa
- Tachikawa Ki-9
- Tachikawa Ki-17
- Tachikawa Ki-36
- Tachikawa Ki-54
- Tachikawa Ki-55
- Tachikawa Ki-70
- Tachikawa Ki-74
- Tachikawa Ki-77
- Tachikawa Ki-94

### Taylor Brothers Aircraft Company
- Taylor C-2 Chummy

### Taylor Aircraft Company
- Taylor E-2
- Taylor J-2

### Taylor (John Taylor)
- Taylor J.T.1 Monoplane
- Taylor J.T.2 Titch

### Taylorcraft
- Taylorcraft B
- Taylorcraft C
- Taylorcraft C-95 Grasshopper

### Taylorcraft Aeroplanes (England) Limited
- Taylorcraft Auster
- Taylorcraft Plus C
- Taylorcraft Plus D

### Technoavia
- Technoavia SM92 Finist

### Temco
- Temco Buckaroo
- Temco TT-1 Pinto

### Thorp
- Thorp T-11
- Thorp T-18
- Thorp T-211

### Thulinverken
- Thulin A
- Thulin B
- Thulin D
- Thulin E
- Thulin FA
- Thulin G
- Thulin H
- Thulin K
- Thulin L
- Thulin LA
- Thulin M
- Thulin N
- Thulin NA

### Tiger Aircraft
- Tiger Aircraft AG-5B Tiger

### Tipsy
xem thêm Avions Fairey
- Tipsy B
- Tipsy Belfair
- Tipsy Junior
- Tipsy M
- Tipsy Nipper
- Tipsy S
- Tipsy S.2

### Titan Aircraft Company
- Titan T-51 Mustang

### TNCA
see also Azcárate 
- TNCA Microplano
- TNCA Quetzalcoatl
- TNCA Sonora
- TNCA Tololoche

### Transall
- Transall C-160

### Transavia
- Transavia Airtruk
- Transavia Skyfarmer

### TRW
- TRW RQ-5 Hunter

### Tucker
- Tucker XP-57

### TU-Braunschweig, Institut für Luftfahrtmeßtechnik und Flugmeteorologie
- LF-1 Zaunkoenig

### Tupolev
- Tupolev TB-1 ANT-4
- Tupolev I-4 ANT-5
- Tupolev TB-3 ANT-6
- Tupolev R-6 ANT-7
- Tupolev ANT-20
- Tupolev I-12 ANT-23
- Tupolev SB-2 ANT-40
- Tupolev Tu-2 ANT-58
- Tupolev Tu-4
- Tupolev Tu-16 "88"
- Tupolev Tu-20 (Tu-95)
- Tupolev Tu-22 "105"
- Tupolev Tu-22M "145"
- Tupolev Tu-28 "128"
- Tupolev Tu-70
- Tupolev Tu-72
- Tupolev Tu-75
- Tupolev Tu-80
- Tupolev Tu-85
- Tupolev Tu-91
- Tupolev Tu-95
- Tupolev Tu-104
- Tupolev Tu-105
- Tupolev Tu-107
- Tupolev Tu-110
- Tupolev Tu-114
- Tupolev Tu-116
- Tupolev Tu-124
- Tupolev Tu-125 dự án
- Tupolev Tu-126
- Tupolev Tu-128
- Tupolev Tu-134
- Tupolev Tu-138
- Tupolev Tu-142
- Tupolev Tu-144
- Tupolev Tu-148
- Tupolev Tu-154
- Tupolev Tu-160
- Tupolev Tu-204
- Tupolev Tu-214
- Tupolev Tu-224
- Tupolev Tu-234
- Tupolev Tu-334
- Tupolev Tu-354

## U

### Utva
- UTVA 212
- UTVA 213 'Vihor' ('Storm')
- UTVA Aero 3
- UTVATrojka
- UTVA 56
- UTVA 60
  - UTVA 60-AT1
  - UTVA 60-AT2
  - UTVA 60-AG (phiên bản nông nghiệp)
  - UTVA 60-AM (máy bay cứu thương)
  - UTVA 60H (float plane)
  - UTVA 60 V-51
- UTVA 65
  - UTVA 65 'Privrednik' ('Agriculturist')
  - UTVA 65 'Privrednik'-IO
  - UTVA 65 'SuperPrivrednik'-350
- UTVA 66
  - UTVA 66-AM (máy bay cứu thương)
  - UTVA 66H
  - UTVA 66V
  - UTVA 66 Super STOL
- UTVA 75
  - UTVA 75A21
  - UTVA 75A41
  - UTVA 75AG11
  - UTVA 75 V-53
- UTVA Lasta ('Swallow')
- Utva 96

## V

### Valmet
- Valmet Tuuli I, II, III
- Valmet Vihuri
- Valmet L-70 Vinka
- Valmet L-80 Turbo-Vinha
- Valmet L-90 Redigo

### Valtion Lentokonetehdas
- VL D.27 Haukka I, II
- VL Sääski I, II, IIA
- VL E.30 Kotka
- VL Viima I, II
- VL Paarma
- VL Kotka I, II
- VL Tuisku I, II
- VL Pyry
- VL Myrsky
- VL Humu
- VL Pyörremyrsky

### Van's Aircraft
- RV-3
- RV-4
- RV-6
- RV-7
- RV-8
- RV-9
- RV-10

### VEF
- VEF I-11
- VEF I-12
- VEF I-14
- VEF I-15
- VEF I-16
- VEF I-17
- VEF I-19

### Venture
- Venture T-211

### Vertol
- Vertol H-21 Shawnee
- Vertol CH-125
- Vertol CH-127
- Vertol Retriever

### Vickers/Vickers-Armstrong
- Vickers 123
- Vickers 141
- Vickers 143
- Vickers Type 150
- Vickers 161
- Vickers Type 163
- Vickers 177
- Vickers Type 255
- Vickers 432
- Vickers Boxkite
- Vickers E.F.B.1
- Vickers E.F.B.2
- Vickers E.F.B.3
- Vickers E.S.1
- Vickers F.B.5 "Gunbus"
- Vickers F.B.7
- Vickers F.B.8
- Vickers F.B.9
- Vickers F.B.11
- Vickers F.B.12
- Vickers F.B.14
- Vickers F.B.16
- Vickers F.B.19
- Vickers F.B.24
- Vickers F.B.25
- Vickers Jockey
- Vickers Type 143
- Vickers Valentia
- Vickers Valetta
- Vickers Valiant
- Vickers Valparaiso
- Vickers Vampire
- Vickers Vanguard
- Vickers Vanox
- Vickers Varsity
- Vickers VC.1 Viking
- Vickers VC-10
- Vickers Vellore
- Vickers Venom
- Vickers Venture
- Vickers Vernon
- Vickers Vespa
- Vickers Viastra
- Vickers Victoria
- Vickers Viking
- Vickers Vildebeest
- Vickers Vimy
- Vickers Vincent
- Vickers Vireo
- Vickers Virginia
- Vickers Viscount
- Vickers Vixen
- Vickers Vulcan
- Vickers Warwick
- Vickers Wellesley
- Vickers Wellington
- Vickers Wibault
- Vickers Windsor

### Canadian Vickers
- Canadian Vickers Vancouver
- Canadian Vickers Vanessa
- Canadian Vickers Varuna
- Canadian Vickers Vedette
- Canadian Vickers Velos
- Canadian Vickers Vigil
- Canadian Vickers Vista

### Victa
- Victa Aircruiser
- Victa Airtourer

### VisionAire
- VisionAire Vantage

### Voisin
- Voisin LA

### Volaircraft
- Volaircraft Volaire

### Vought
- Vought A-7 Strikefighter
- Vought AU Corsair
- Vought F-8 Crusader
- Vought FU
- Vought F2U
- Vought F3U
- Vought F4U Corsair
- Vought XF5U Flying Pancake
- Chance Vought F6U Pirate
- Vought F7U Cutlass
- Vought OS2U Kingfisher
- Vought SBU Corsair
- Vought SB2U Vindicator
- Vought-Sikorsky Chesapeake
- Vought V-93s Corsair
- Vought LTV XC-142

### Vultee
- Vultee A-19
- Vultee A-31 Vengeance
- Vultee A-35 Vengeance
- Vultee A-41
- Vultee BT-13 Valiant
- Vultee P-66 Vanguard
- Vultee XP-54 Swoose Goose
- Vultee XP-68 Tornado

## W

### Wacket
- Wacket Gannet

### WACO
- Waco AQC-6
- Waco C-62
- Waco C-72
- Waco CG-4 Hadrian
- Waco CG-15
- Waco PG-2A
- Waco ZQC-6

### Wallis
- Wallis Venom

### Weatherly
- Weatherly 201
- Weatherly 620

### Wedell-Williams
- Wedell-Williams XP-34

### Westland
- Westland Belvedere
- Westland Dragonfly
- Westland F.29/27
- Westland F.7/30
- Westland Gazelle
- Westland Gannet
- Westland Interceptor
- Westland Lynx
- Westland Lysander
- Westland Merlin
- Westland N.1B
- Westland-Hill Pterodactyl
- Westland PV-3
- Westland PV-6
- Westland Scout
- Westland Sea King
- Westland Super Lynx
- Westland Wagtail
- Westland Wallace
- Westland Walrus
- Westland Wapiti
- Westland Wasp
- Westalnd Weasel
- Westland Welkin
- Westland Wessex
- Westland Westbury
- Westland Westminster
- Westland Whirlwind (fixed wing)
- Westland Whirlwind (rotary wing)
- Westland Widgeon
- Westland Wizard
- Westland Wyvern

### Widerøe
- Widerøe Polar

### Wihault
- Wihault 283T

### Wittman
- Wittman Tailwind

### Wright
- Wright Flyer I
- Wright Flyer II
- Wright Flyer III
- Wright FW
- Wright F2W
- Wright F3W Apache

### WSK
- WSK Junak
- WSK-Mielec M-15 Belphegor

## Y

### Yakovlev
- Yakovlev UT-1
- Yakovlev UT-2
- Yakovlev UT-3
- Yakovlev Yak-1
- Yakovlev Yak-2
- Yakovlev Yak-3
- Yakovlev Yak-4
- Yakovlev Yak-7
- Yakovlev Yak-9
- Yakovlev Yak-11
- Yakovlev Yak-12
- Yakovlev Yak-15
- Yakovlev Yak-17
- Yakovlev Yak-18
- Yakovlev Yak-19
- Yakovlev Yak-20
- Yakovlev Yak-21
- Yakovlev Yak-23
- Yakovlev Yak-24
- Yakovlev Yak-25
- Yakovlev Yak-26
- Yakovlev Yak-27
- Yakovlev Yak-28
- Yakovlev Yak-30
- Yakovlev Yak-32
- Yakovlev Yak-33
- Yakovlev Yak-36
- Yakovlev Yak-38
- Yakovlev Yak-40
- Yakovlev Yak-41
- Yakovlev Yak-42
- Yakovlev Yak-50
- Yakovlev Yak-52
- Yakovlev Yak-141

### Yermolayev
- Yermolayev Yer-2

### Yokosuka
- Yokosuka B4Y
- Yokosuka D4Y
- Yokosuka E14Y
- Yokosuka H5Y
- Yokosuka K5Y
- Yokosuka MXY5
- Yokosuka MXY6
- Yokosuka MXY7 Ohka
- Yokosuka MXY8 Akigusa
- Yokosuka MXY9 Shuka
- Yokosuka P1Y Ginga
- Yokosuka R2Y Keiun

## Z

### Zeppelin-Lindau
- Zeppelin-Lindau D.I

### Zivko
- Zivko Edge 540

### Zlin
- Zlin Akrobat
- Zlin Trener
- Zlin Z-26
- Zlin Z-42
- Zlin Z-43
- Zlin Z-50
- Zlin Z-142
- Zlin Z-143
- Zlin Z-242L
- Zlin Z-526
- Zlin Z-526AS

### Zmaj
- Fizir FN

## Danh sách máy bay
A B C-D E-H I-M N-S T-Z